# Прапор Погребищенського району
Пра́пор Погреби́щенського райо́ну — офіційний символ Погребищенського району Вінницької області, затверджений 26 жовтня 2007 року рішенням сесії Погребищенської районної ради.

## Опис
Прапор являє собою прямокутне малинове полотнище зі співвідношенням сторін 2:3, яке з нижнього древкового кута перетинає по діагоналі синя смуга (1/5 висоти прапора) з жовтою каймою.